# Ga Văn Khê
Ga Văn Khê là một trong những nhà ga tàu điện của Tuyến đường sắt đô thị Cát Linh - Hà Đông, nằm trên đường Quang Trung, phường La Khê, quận Hà Đông, Hà Nội.

## Lịch sử
- 6 tháng 11 năm 2021: Đi vào hoạt động với việc khánh thành Tuyến số 2A: Cát Linh – Hà Đông [2][3]

## Hình ảnh

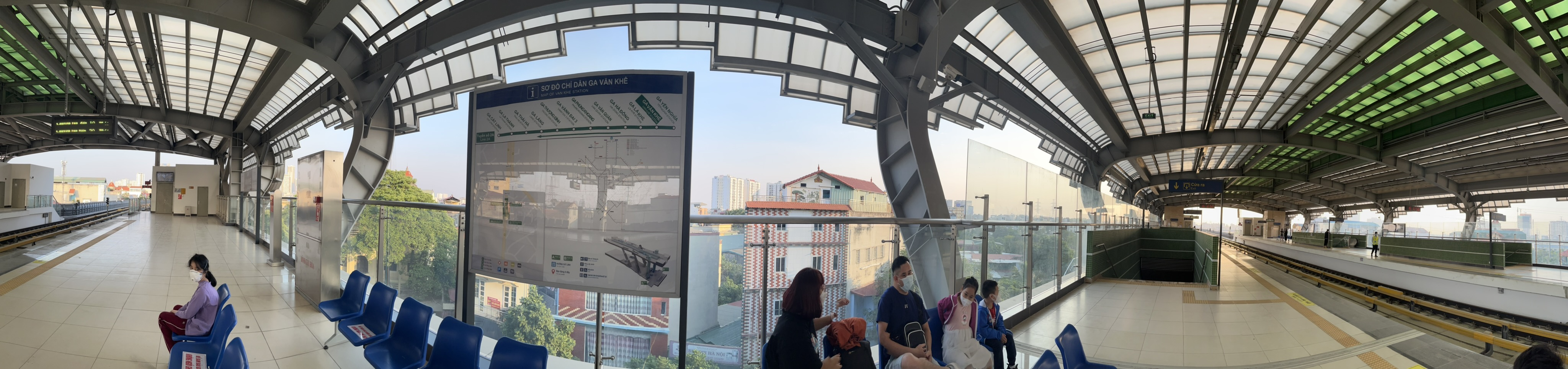
Một góc ảnh rộng trên sân ga Văn Khê

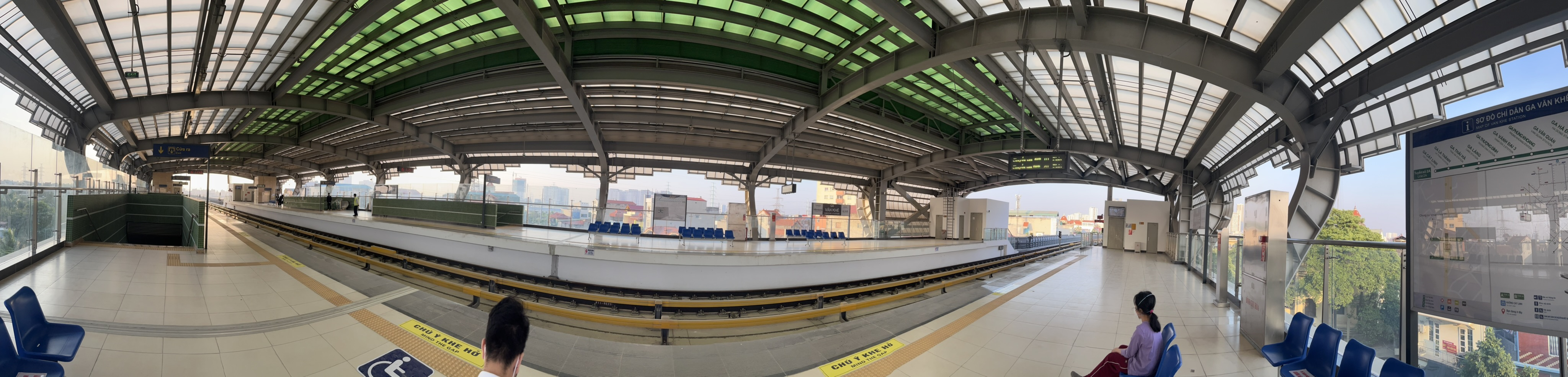
Một góc ảnh rộng khác trên sân ga Văn Khê

## Bố trí ga

### Tuyến 2A
| 2F Tầng ke ga                   | Ke ga bên, cửa sẽ mở ở bên phải              | Ke ga bên, cửa sẽ mở ở bên phải                                         |
| Ke ga 1                         | ← T2A Tuyến 2A đi La Khê (Hướng đi Cát Linh) |                                                                         |
| Ke ga 2                         | T2A Tuyến 2A đi Yên Nghĩa (Ga cuối) →        |                                                                         |
| Ke ga bên, cửa sẽ mở ở bên phải |                                              |                                                                         |
| 1F Tầng trung chuyển            | Tầng 1                                       | Khu bán vé, khu thương mại, khu kỹ thuật, lối lên xuống và cổng soát vé |
| G                               | Mặt đất                                      | Lối lên xuống                                                           |